# Lulu femme nue
Lulu femme nue è un film francese del 2013 diretto da Sólveig Anspach.
Il film è basato sul graphic novel Lulu femme nue scritto da Étienne Davodeau.

## Trama
Lucie, detta « Lulu », sostiene un colloquio di assunzione a Saint-Gilles-Croix-de-Vie. Timida e priva di sicurezza, non sa valorizzarsi e non viene assunta. È sposata a Sergio, garagista, e la coppia ha tre figli: Morgane, figlia primogenita, e due maschi. Alla stazione, Lulu telefona a Sergio per dargli la cattiva notizia e lui risponde con un tono sprezzante che se lo aspettava. La sola cosa che pare preoccuparlo è che la moglie torni a casa. Sulla banchina Lulu, contrariata, guarda il suo treno partire. Ella registra un messaggio alla risposta del telefono per dare alla figlia Morgane la notizia e delle istruzioni. Lulu passa una notte in albergo. L'indomani, giunta alla stazione, si accorge di non aver più il suo anello nuziale, quindi ritorna in hotel. Il portiere non è al suo posto ma lei infine lo trova e gli dice di aver dimenticato la sua fede nuziale in camera, vicino al lavabo. Il portiere le dice di non poter andare subito a cercarla e bisogna che lei venga più tardi. Nell'attesa va a fare una passeggiata sul lungomare. Sergio, nei messaggi registrati sul suo telefono portatile, non fa che pretendere che lei rientri e gli renda conto; Lulu passa un'altra notte in hotel. L'indomani lei telefona alla sorella Cecilia dicendole che non rientrerà subito poiché desidera rimanere per schiarirsi le idee. Dall'alto di una falesia essa vede un uomo immobile, coricato bocconi sulla sabbia, ai piedi delle rocce. Lei gli si avvicina e gli parla ma lui non risponde né si muove: lei lo scuote e lui, Carlo, si alza e i due cominciano a simpatizzare. Lei gli dice di non avere figli e il suo telefono suona, ma lui glielo prende e lo getta lontano, sulle pietre. Lulu è sbalordita e lui va a cercare il telefono. Quando ritorna, Lulu se n'è andata. La carta di credito viene respinta dal distributore di biglietti ferroviari e lei telefona alla sua banca. La sua interlocutrice la informa che Sergio ha dichiarato rubata la carta di credito e che ci vogliono dieci giorni per ottenerne una nuova. Lulu telefona a Sergio nel suo garage ma non riesce a parlargli e attacca. Lulu dorme sotto un riparo e un uomo la sveglia e le chiede volgarmente di masturbarlo. Lulu fugge e giunge alla piazza della festa locale. Sale quindi su un autoscontro e riconosce Carlo che "pilota" un'altra auto. Sorridendo, lui le dice di avere il telefono portatile di lei e le presenta i suoi due fratelli. I due si separano davanti all'hotel ed ella entra e attende che lui se ne vada. Alla ricezione le dicono di non aver trovato il suo anello. Poco lontano Carlo la vede uscire dall'hotel. Lulu, seduta di fronte al mare, si accinge a passare la notte all'addiaccio. Carlo si siede accanto a lei, che, quando lui glielo chiede, risponde di essere rimasta senza soldi. A casa di Carlo lui le cuoce delle uova e i due fratelli di Carlo entrano e si siedono accanto a Lulu mentre lei mangia. Carlo cede il suo letto a Lulu.
L'indomani mattina i fratelli di Carlo le propongono d'installarsi in un caravan vuoto che è stato vandalizzato e si trova vicino alla dimora mobile ove vive Carlo, Lulu accetta. 
Di fronte a incontri importanti, questa donna timorosa e complessata si mette a nudo di fronte a degli sconosciuti, fa il punto sulla sua vita, su ciò che lei è, vuole e ama veramente e cambia.